# LGA 775
LGA 775, conocido como Socket T, es un socket o puerto para CPU de Intel. LGA viene del inglés land grid array, que se refiere a la disposición de los pines en la placa base, no en el microprocesador. Por tanto es la placa base la que tiene los pines, mientras que en el procesador se encuentran las zonas de contacto. 
Este socket fue reemplazado por LGA 1156 y LGA 1366.
Intel comenzó a vender CPU LGA 775 (Socket T) con la versión de 64 bits de su Pentium 4 HT basado en "Prescott" de 90 nm. 
El socket LGA 775 tuvo una vida útil inusualmente larga, que duró 7 años hasta que los últimos procesadores que lo respaldaban dejaron de producirse en 2011. El zócalo fue reemplazado por los zócalos LGA 1156 (Socket H) y LGA 1366 (Socket B).

## Visión general

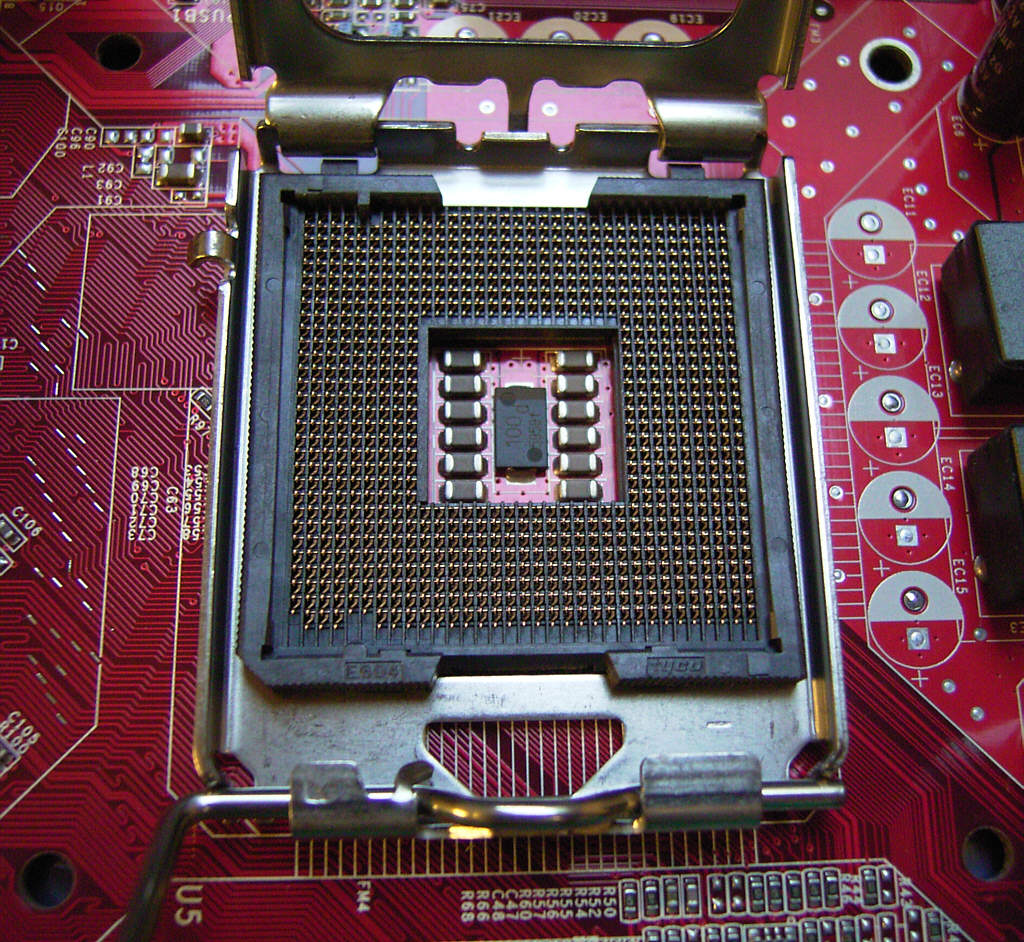
Zócalo LGA 775 con la placa de carga levantada (parcialmente visible en la parte superior), exponiendo totalmente los contactos a la vista. En las esquinas de la imagen se aprecian cuatro orificios de montaje para el disipador de calor.

LGA 775 está diseñado como un reemplazo al zócalo 478 (mPGA478) utilizado por Intel para dar soporte a los primeros microprocesadores Intel Pentium 4. Tiene 775 superficies conductoras LGA incorporadas en el socket que hacen contacto directamente con los pads chapados en oro del microprocesador. 

### Diferencias con versiones anteriores
Se diferencia de los anteriores 370 (para Pentium III) y del Socket 423 y 478 (para los primeros Pentium 4) en que carece de pines. Las velocidades de bus disponibles para esta arquitectura van desde 533Mhz hasta 1600MHz.

### Tecnologías
para el LGA 775 para Pentium 4 incluyen soporte para memoria RAM del tipo DDR2 y ranuras de expansión PCI Express. También existen placas base actualizadas con las nuevas memorias. 
para el LGA 775 para Core 2 Quad incluyen soporte para memoria RAM del tipo DDR2 y DDR3 con ranuras de expansión (PCI Express 2.0) y previa compatibilidad con (PCI Express 3.0). Este tipo de placas base actualizadas son fabricadas por GIGABYTE y MSI con las nueva interfaz de memorias RAM.
Debido a la cantidad de zócalos disponibles, las posibilidades para construir un sistema basado en este microprocesador son bastante amplias.
Los cambios de zócalos se producen ya que Pentium 4, tras varios años de permanencia en el mercado, tiene que adaptarse a la revolución constante en otros componentes del PC, como son las memorias soportadas, el BUS del sistema y demás.

## Especificaciones técnicas
El socket LGA 775 ha sido utilizado por los intel Prescott, Smithfield así como por la revisión del Pentium 4 conocida como Cedar Mill y la revisión del Pentium D conocida como Presler. En julio de 2006, Intel lanzó el procesador destinado a PCs de escritorio, conocido como Core2 Duo(nombre clave Conroe), que utiliza este socket junto con el posterior Core2 Quad. El cambio de socket 478 a 775 se debió a la mejora en el reparto de energía al procesador de este último socket, que permitió elevar la velocidad del bus frontal(FSB) hasta 1600 MT/s. Este socket se conoció también como socket T, correspondiendo esta T al núcleo Texas, ideado para reemplazar al núcleo Prescott. Otra ventaja de esta nueva arquitectura es que la placa base es la que tiene los pines, no la CPU, de modo que el riesgo de doblado de los pines ya no lo tiene el micro sino la propia placa. La CPU se presiona contra el socket a través de una pletina, no utilizando los dedos directamente. El instalador levanta la pletina, inserta el microprocesador y cierra de nuevo la pletina empujando una pequeña palanca. La presión de esta palanca en la pletina permite que los contactos de cobre del microprocesador se afirmen a los pines de la placa, asegurando una buena conexión. La pletina se sitúa sobre los bordes de la superficie superior del micro, con el fin de que el centro este libre para hacer contacto con el dispositivo de disipación de calor montado al efecto. El espaciado de los agujeros para montado de un disipador es de 72mm x  72mm.
Del examen de las hojas de datos de procesadores de Intel relativas tanto al socket LGA 775 como al LGA 771, destinado a estaciones de trabajo con procesadores Xeon, se puede observar como ambos difieren tan sólo en la posición de 2 pines así como en las muescas utilizadas para su posicionado. Por desgracia las funciones de algunos pines parecen no estar muy claras atendiendo a las especificaciones del socket LGA 775, no obstante con la información existente parece que hay una correlación con el socket LGA 771 y teniendo en cuenta que el socket LGA 775 precedió al socket 771 en un año y medio, da la impresión de que fue el socket LGA 771 el que fue adaptado del LGA 775 y no al revés. De hecho, es posible utilizar procesadores LGA 771 en placas con socket LGA 775 mediante el uso de adaptadores.

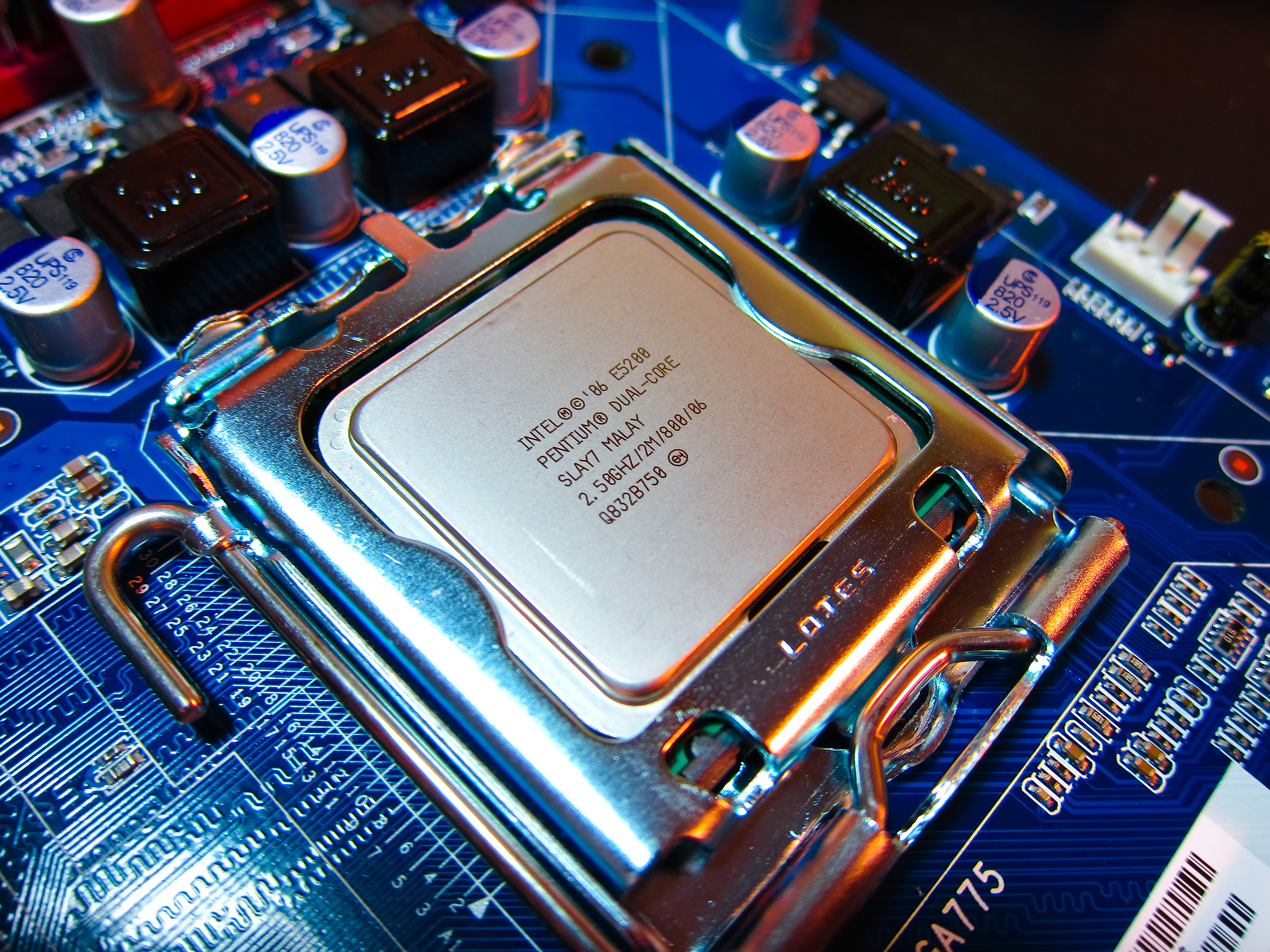
Pentium E5200 instalado en un socket LGA 775.

## Mejoras en la disipación de calor
La fuerza ejercida por la pletina propicia que el procesador se encuentre nivelado, dando por tanto una superficie de contacto óptima con el disipador o sistema de refrigeración líquida lo cual permite que el calor generado por la CPU se pueda disipar eficazmente. Este socket introduce un nuevo método para mejorar la disipación de sockets precedentes. En el socket 775 el disipador se une a la placa base en 4 puntos, en vez de los dos del socket 370. Esto evita el riesgo de que el conjunto disipador/ventilador de ordenadores ya montados de fábrica se suelten durante su transporte. El socket LGA 775 tiene una mejor disipación de calor que el socket LGA 478 al que sustituye, pero las CPUs Prescott funcionaban a mayor temperatura que las anteriores Northwood, lo cual, por lo menos con los primeros microprocesadores, impidió un beneficio real en la disipación de calor. No obstante, los Core 2 más modernos tienen mejores temperaturas que los Prescott a los que reemplazaron.

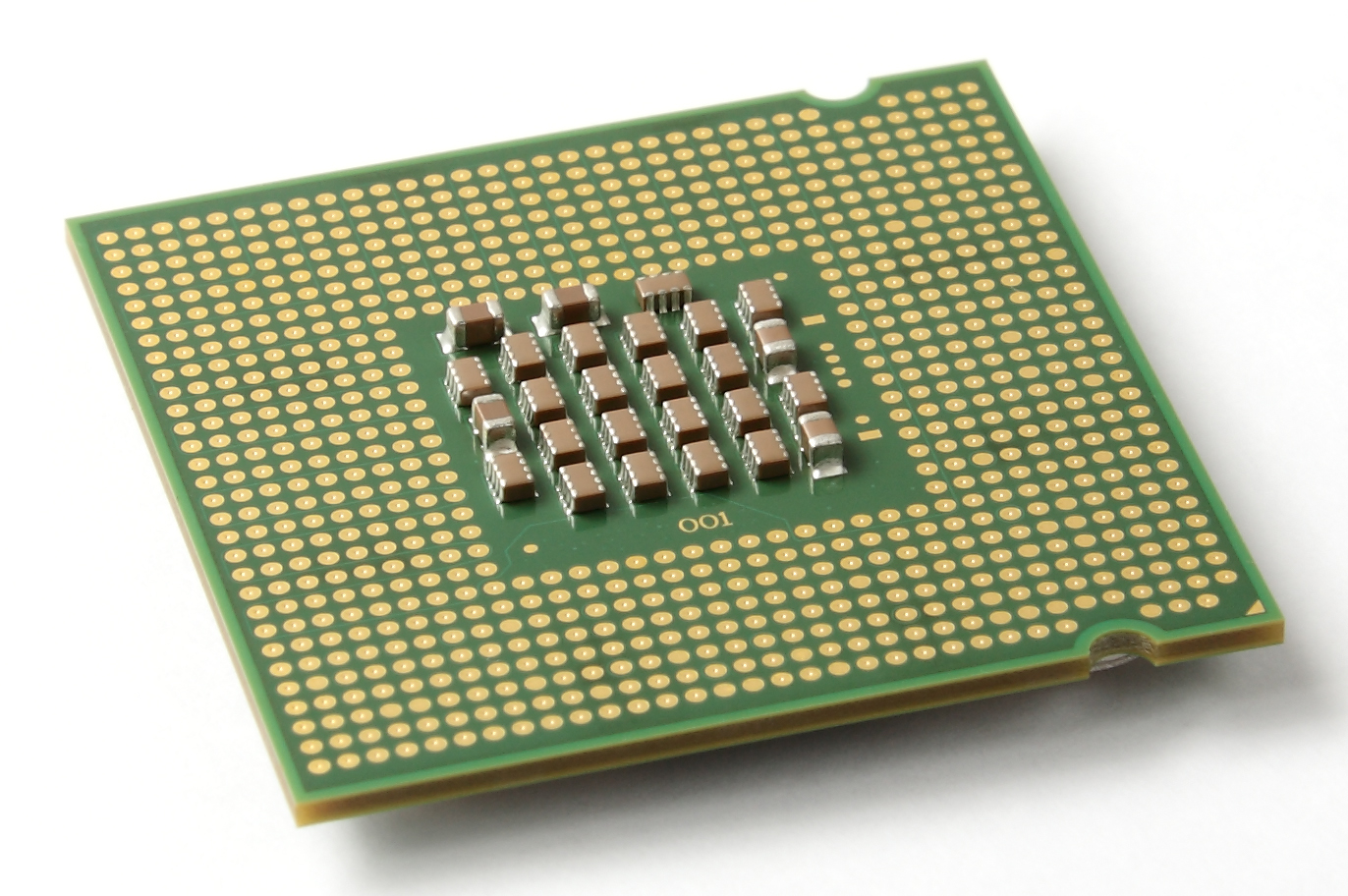
Puntos de contacto en la cara inferior de una CPU Prescott.

## Compatibilidad del socket 775
La compatibilidad varía mucho puesto que en chipsets más antiguos como intel 915 sólo se soportaban micros con un solo núcleo, como Pentium 4 y Celeron a frecuencias de 533/800 MT/s. Otros chipsets no tan antiguos como intel 945 si soportaban procesadores de doble núcleo como Pentium D, de hecho algunas placas base con chipset 945 podrían soportar los micros con tecnología de 65 nm mediante una actualización de la BIOS. Para otros chipsets depende, ya que el soporte de LGA 775 depende de una combinación entre el chipset, límites en la regulación de voltaje y soporte de la BIOS.
Los conjuntos de chips intermedios (por ejemplo, Intel 945) suelen admitir CPU de un solo núcleo basadas en Pentium 4 y procesadores Pentium D de doble núcleo. Algunas placas base que utilizan el chipset 945 podrían recibir una actualización del BIOS para admitir procesadores basados en núcleos de 65 nm. Otros conjuntos de chips tienen diferentes niveles de soporte de CPU, generalmente después del lanzamiento de las CPU contemporáneas, ya que el soporte de CPU LGA 775 es una combinación complicada de capacidad de chipset, limitaciones del regulador de voltaje y soporte de BIOS. Por ejemplo, el chipset Q45 más nuevo no es compatible con CPU basadas en NetBurst como Pentium 4, Pentium D, Pentium Extreme Edition y Celeron D.

## Historia

### Predecesor

#### mPGA478
Socket 478 o mPGA478, es un zócalo de CPU, compatible con microprocesadores Intel Pentium 4.

### Sucesor

#### LGA 1156
LGA 1156 o Socket H, es un zócalo de CPU, compatible con microprocesadores Intel de la microarquitectura Nehalem y Westmere.

## Otras compañías
AMD actualmente también fabrica procesadores sin pines, con una superficie plana y puntos de contactos para los pines de la placa base. Sin embargo, Intel y AMD utilizan placas exclusivas y no compatibles entre sí. Es preciso resaltar que AMD utiliza zócalos diferentes. Actualmente los AMD Athlon 64 X2 (también conocidos como AMD 2) utilizan el zócalo AM2. Sin embargo, AMD sigue utilizando (en los procesadores que no son AMD 2) el Socket 939, el 940 y el 754.